# Blonde on Blonde
Blonde on Blonde è il settimo album in studio di Bob Dylan, pubblicato nel 1966. Viene riconosciuto come uno dei più grandi album di tutti i tempi oltre che il primo significativo album doppio della storia del rock, anticipando di un mese Freak Out! di Frank Zappa, e segna il definitivo passaggio dall'era del 45 giri a quella del 33 giri.
L'album raggiunse la posizione numero 9 nella classifica statunitense Billboard 200, diventando doppio disco di platino, e la posizione numero 3 in Gran Bretagna. Dall'album furono estratti due singoli di successo: Rainy Day Women #12 & 35 e I Want You.
Tre canzoni presenti sull'album, Sad Eyed Lady of the Lowlands, Just Like a Woman e Visions of Johanna, sono considerate tra le migliori composizioni di Dylan. Nel 2003 l'album si aggiudicò la posizione numero 9 nella lista della classifica dei 500 migliori album di tutti i tempi, sempre stilata da Rolling Stone, venendo poi retrocesso alla posizione numero 38 nella versione del 2020 della stessa classifica.

## Descrizione
Il disco conclude la cosiddetta "trilogia elettrica" di Dylan, cominciata con Bringing It All Back Home e proseguita con Highway 61 Revisited (ambedue del 1965). Le sessioni di registrazione ebbero inizio a New York nell'ottobre del 1965, con la partecipazione di numerosi session men, inclusi i membri della backing band di Dylan dal vivo, i The Hawks (più tardi The Band). Le sedute continuarono fino al gennaio 1966, ma soltanto una traccia che finì sull'album fu completata, One of Us Must Know (Sooner or Later). Dietro suggerimento del produttore Bob Johnston, Dylan, accompagnato dal tastierista Al Kooper e dal chitarrista Robbie Robertson, si trasferì a Nashville, Tennessee. Queste sessioni, con l'apporto di alcuni musicisti della scena locale, furono maggiormente fruttuose, e nel febbraio-marzo '66 si ebbe la registrazione di tutte le rimanenti canzoni dell'album.
La grande quantità dei brani registrati da Dylan costrinse la casa discografica a stampare il disco su due dischi. Anni dopo, la maggior capienza dei compact disc, permise di ristampare l'album su disco singolo. L'album è rilevante perché coniuga il blues rock elettrico di Dylan, consolidatosi su Highway 61 Revisited, con delle sonorità maggiormente eclettiche influenzate dal folk rock, dal country, dal gospel e dall'R&B. Secondo alcuni le musiche dell'album segnano il passaggio del rock da semplice musica d'intrattenimento a vera e propria forma d'arte, aprendo la strada alla psichedelia. Particolarmente rilevanti sono le liriche surreali dell'album, che testimoniarono come anche nel rock si potessero realizzare testi creativi. L'album sancisce la fine di un periodo importante nella carriera dell'artista, il quale, dopo l'uscita del disco, rimarrà coinvolto in un incidente motociclistico che gli causerà il ritiro dalle scene per ben due anni (e un radicale cambiamento del suo approccio musicale e del suo stile).
Registrato tra New York e Nashville, Blonde on Blonde fu prodotto da Bob Johnston e venne acclamato da critica e pubblico alla sua uscita, per la sua sofisticatezza musicale, la sua forza controllata e il suo lirismo surreale. Altri pensarono anche che l'album fosse più accessibile musicalmente rispetto agli ultimi dischi di Dylan, trovando le canzoni d'amore in esso contenute, più armoniose e di ampio respiro.

### Copertina

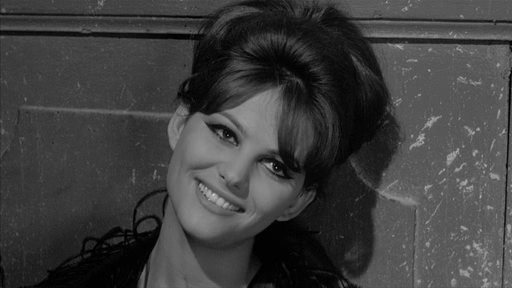
Claudia Cardinale, la cui foto venne inserita nella copertina interna delle prime stampe dell'album Blonde on Blonde per volere di Bob Dylan. La foto venne rimossa nelle stampe successive.

La foto di copertina, che occupa le due facciate esterne del doppio album, scattata da Jerry Schatzberg, raffigura Bob Dylan lievemente sfuocato appoggiato a un muro, con indosso una giacca di pelle scamosciata marrone e una sciarpa annodata al collo, mentre guarda intensamente in macchina con un'espressione leggermente infastidita. Nel 1968, la Columbia modificò la copertina interna del disco, rimuovendo una fotografia dell'attrice Claudia Cardinale che era stata inserita senza il suo permesso. Le versioni originali comprendenti anche la foto della Cardinale sono diventate nel corso degli anni un raro oggetto per i collezionisti.

### Registrazione

#### New York
La controversa esibizione al Newport Folk Festival nel luglio 1965, che aveva segnato la grande svolta “elettrica” di Dylan, era stato il primo tentativo di riprodurre in concerto il suo nuovo sound. Il successivo tentativo si sarebbe materializzato in due concerti tenuti alla fine di agosto insieme agli Hawks come gruppo di spalla.

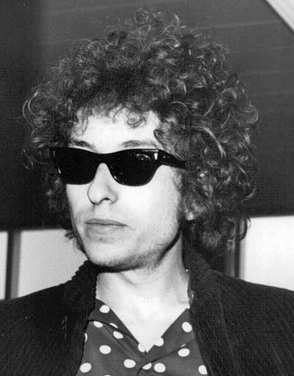
Bob Dylan nel 1966

Grazie al buon riscontro di queste esibizioni, Dylan decise di portarsi gli Hawks, i futuri The Band, in studio di registrazione. Una seduta prodotta da Bob Johnston si tenne tra il 5 e il 6 ottobre, allo Studio A della Columbia a New York. La session era incentrata su due canzoni: I Wanna Be Your Lover e Can You Please Crawl Out Your Window?, che però non trovarono collocazione sull'album in uscita.
Il 30 novembre, Dylan e gli Hawks registrarono il brano Freeze Out, successivamente reintitolato Visions of Johanna, Freeze Out era una composizione ambiziosa, dieci minuti di epica surreale. Ma nemmeno con l'ausilio dei musicisti di studio Bruce Langhorne, Paul Griffin, e Al Kooper, Dylan fu in grado di registrare una versione del brano che lo soddisfacesse.
Dylan non effettuerà altre sessioni fino all‘anno nuovo; il 21 gennaio 1966, ritornò in studio per registrare un'altra lunga composizione, She's Your Lover Now. Anche questa seduta fallì e Dylan non ritentò più di registrare ancora la canzone, ma una take del 21 gennaio riemergerà anni dopo, sul cofanetto The Bootleg Series Volumes 1–3 (Rare & Unreleased) 1961–1991.
Dopo aver fallito la registrazione di due potenziali brani da includere sul nuovo disco, Dylan si fece perplesso sull'uso degli Hawks come band di studio. Fece un'altra session allo Studio A il 25 gennaio, ma questa volta insieme al batterista Bobby Gregg, al bassista William E. Lee, al pianista Paul Griffin, e con Al Kooper all'organo; Robbie Robertson suonò ugualmente durante queste sessioni, e molti membri degli Hawks presenziarono in studio, ma la loro presenza è incerta per la mancanza di documentazione attendibile. Comunque, due nuove canzoni furono finalmente registrate: Leopard-Skin Pill-Box Hat e One of Us Must Know (Sooner or Later).
Un'altra seduta si tenne il 27, ma non ne uscì niente di buono. Quindi, la difficoltà di completare i brani e i lenti progressi delle session, contribuirono alla decisione di Dylan di cancellare le ultime tre sedute di registrazione già prenotate in precedenza. Tempo dopo Dylan incontrerà il critico Robert Shelton e gli confesserà: «Oh, ero veramente giù. Voglio dire, in dieci sedute, non siamo riusciti a registrare una sola canzone [...] Era colpa del gruppo. Ma, allora non lo sapevo. Non volevo pensarlo».

#### Nashville
Circa in questo periodo, Dylan decise che cambiare scenario avrebbe aiutato a migliorare la situazione. Il produttore Bob Johnston aveva già avuto qualche esperienza precedente agli studi Columbia di Nashville (Tennessee), lavorando con esperti veterani come Grady Martin e Floyd Cramer, quindi si decise di spostare lì le sedute di registrazione per l'album.
Il 14 febbraio del 1966, Dylan tenne la sua prima seduta di registrazione al Music Row Studios di Nashville. In aggiunta ad Al Kooper, Dylan e Johnston reclutarono il noto suonatore d'armonica, chitarrista e bassista Charlie McCoy, i chitarristi Wayne Moss e Joe South, e il batterista Kenny Buttrey.
Tre canzoni furono registrate in questa prima sessione, Fourth Time Around e Visions of Johanna furono finalmente completate per l'inclusione sull'album. Ulteriori tentativi di ri-registrare Leopard-Skin Pill-Box Hat, invece, si rivelarono insoddisfacenti.

Il giorno dopo, Dylan fece un'estesa seduta che durò fino alle prime ore del mattino del 16 febbraio. Fu durante questa sessione che Dylan registrò un'altra composizione epica, Sad-Eyed Lady of the Lowlands, che andrà ad occupare un'intera facciata del disco in uscita.
Un'altra session, il 17 febbraio fu dedicata alla registrazione di una delle canzoni dal titolo più celebre e bizzarro tra quelli scritti da Dylan, Stuck Inside of Mobile with the Memphis Blues Again. Un nastro master completo della canzone fu completato con successo e successivamente incluso nell‘album finale.
L'8 marzo furono registrate Absolutely Sweet Marie, Just Like A Woman, e Pledging My Time. Un'ultima, lunghissima sessione durata tutta la notte tra il 9 e il 10 marzo, produsse nastri definitivi di Most Likely You Go Your Way (And I'll Go Mine), Temporary Like Achilles, Rainy Day Women #12 & 35, Obviously Five Believers, I Want You, e Leopard-Skin Pill-Box Hat, tutte completate e pronte per essere pubblicate.
Dylan rimase molto soddisfatto delle session di Nashville, e quando supervisionò il mix finale di Blonde on Blonde, in aprile a Los Angeles, si accorse di avere abbastanza materiale per un album doppio.
«Il tipo di suono che più si avvicina a quello che avevo sempre avuto in mente, è quello sul disco Blonde on Blonde», affermerà Dylan nel 1978. «Un sottile e teso suono al mercurio. Metallico e rilucente. Quello è il tipo di sonorità che cerco. Non sono sempre stato in grado di ottenerla. Il più delle volte mi sono dovuto accontentare di una combinazione di chitarra, armonica e organo».

## Tracce
- Tutte le canzoni sono state scritte da Bob Dylan.

Lato 1
1. Rainy Day Women No #12 & 35 – 4:36
2. Pledging My Time – 3:50
3. Visions of Johanna – 7:33
4. One of Us Must Know (Sooner or Later) – 4:54

Lato 2
1. I Want You – 3:07
2. Stuck Inside of Mobile with the Memphis Blues Again – 7:05
3. Leopard-Skin Pill-Box Hat – 3:58
4. Just Like a Woman – 4:53

Lato 3
1. Most Likely You Go Your Way And I'll Go Mine – 3:30
2. Temporary Like Achilles – 5:02
3. Absolutely Sweet Marie – 4:57
4. 4th Time Around – 4:35
5. Obviously 5 Believers – 3:35

Lato 4
1. Sad Eyed Lady of the Lowlands – 11:23

## Descrizione dei brani

### Rainy Day Women #12 and 35
Secondo lo scrittore Andy Gill, iniziando il suo nuovo album con il suono di quella che sembrava "una demenziale banda di paese... costituita da gente fuori di testa strafatta di erba", Dylan diede un grosso choc ai suoi ex fan del periodo folk. Il biografo di Bob Dylan Clinton Heylin suggerisce che la connotazione da Vecchio Testamento dell'essere "lapidato" (in inglese "stoned" con doppio significato anche di "strafatto" dalle droghe) con un sottofondo musicale da banda dell'esercito della salvezza potesse essere un'ironica punzecchiatura ai fondamentalisti religiosi. Il ritornello della traccia, sempre secondo Heylin, deriverebbe dal brano Let's Go Get Stoned di Ray Charles che Dylan aveva sentito alla radio. Invece, per quel che riguarda l'enigmatico titolo della canzone, Heylin lo collega al biblico Libro dei Proverbi, capitolo 27, versetto 15: «A continual dropping in a very rainy day and a contentious woman are alike». Pubblicata su singolo il 22 marzo 1966, Rainy Day Women raggiunse la seconda posizione nella classifica di Billboard riservata ai singoli, e la numero 7 nel Regno Unito.

### Pledging My Time
Dopo il divertimento spensierato di Rainy Day Women #12 and 35, Pledging My Time, influenzata dal blues di Chicago, stabilisce lo stile malinconico e ombroso dell'album. Il pezzo si basa su diverse canzoni blues tradizionali, inclusa l'incisione di Elmore James di It Hurts Me Too. Secondo il critico Michael Gray, la strofa del testo che recita: «Somebody got lucky but it was an accident» riecheggia la frase «Some joker got lucky, stole her back again» presente in Come On in My Kitchen di Robert Johnson, a sua volta ispirata alla registrazione del 1931 ad opera di Skip James del brano Devil Got My Woman. Gray suggerisce che "i sussultanti movimenti delle frasi melodiche" derivino dalla melodia di Sitting on Top of the World, incisa da Mississippi Sheiks nel 1930. Dietro al cantato di Dylan e al break strumentale improvvisato all'armonica, il sound generale della canzone è fornito dalla chitarra di Robbie Robertson, dal pianoforte blues di Hargus "Pig" Robbins, e dalle percussioni suonate da Ken Buttrey. Una versione editata della traccia venne pubblicata su singolo come lato B di Rainy Day Women #12 & 35.

### Visions of Johanna
Considerata da molti critici come uno dei brani capolavoro di Dylan, Visions of Johanna si rivelò difficile da mettere su nastro. Heylin colloca la composizione della canzone alla fine del 1965, quando Dylan viveva al Chelsea Hotel con la moglie incinta Sara. Il 30 novembre, nello studio di registrazione a New York, Dylan annunciò la sua nuova epica composizione con queste parole: «This is called Freeze Out» ("Questa si intitola Freeze Out"). Dylan guidò la band attraverso 14 take della canzone, incerto di come volesse che suonasse la traccia. Dieci settimane dopo, Visions of Johanna venne riprovata negli studi di Nashville venendo finalmente completata. Nel 1999, il professore universitario di letteratura e poesia, Andrew Motion, proclamò che la composizione aveva il miglior testo mai scritto per una canzone di musica leggera e arrivò a proporre la candidatura di Bob Dylan al Premio Nobel per la letteratura.

### One of Us Must Know (Sooner or Later)
Quando Dylan arrivò in studio il 25 gennaio 1966, non aveva ancora deciso il testo e il titolo di quella che sarebbe diventata la traccia di chiusura del primo lato di Blonde on Blonde. Mentre Dylan metteva insieme i pezzi della canzone, e il ritornello che titola il brano venne aggiunto alla quinta take, la sessione durò tutta la notte proseguendo fino alla mattina del giorno dopo. Solo alla diciottesima take venne registrata una versione completa della canzone. La successiva take, diciannovesima, concluse la seduta e finì sull'album quattro mesi dopo.
One of Us Must Know è un resoconto unilaterale della fine di una relazione amorosa. Dissezionando le cose andate per il verso sbagliato, il narratore assume un atteggiamento difensivo in una conversazione univoca (e senza possibilità di replica alcuna) con la sua ex amante. Come illustrato dalla frase introduttiva del brano, egli è incapace di condurre una relazione normale: «I didn't mean to treat you so bad. You don't have to take it so personal. I didn't mean to make you so sad. You just happened to be there, that's all». ("Non avevo intenzione di trattarti così male. Non devi prenderla così sul personale. Non volevo renderti così triste. È successo soltanto che tu fossi qui, questo è tutto.") One of Us Must Know fu la prima traccia completata per l'inclusione in Blonde on Blonde, e l'unica selezionata dalle sessioni svoltesi a New York. Il brano venne estratto come primo singolo e pubblicato il 14 febbraio 1966, il medesimo giorno nel quale Dylan iniziava a registrare a Nashville. Non riuscì ad entrare in classifica in America, ma raggiunse la posizione numero 33 in Gran Bretagna.

### I Want You
Brano tra i più orecchiabili sull'album, possiede una melodia di facile presa ma un testo altresì alquanto criptico nel quale sfilano bizzarri personaggi come un "becchino colpevole" (a guilty undertaker), un "suonatore d'organo solitario" (a lonesome organ grinder), "padri piangenti" (weeping fathers), salvatori addormentati (sleeping saviors), la Regina di Picche (the Queen of Spades), e quel "fanciullo danzante con l'abito da cinese" (dancing child with his Chinese suit) nel quale spesso si è voluto vedere un riferimento velato a Brian Jones dei The Rolling Stones. È infatti stato spesso affermato che la canzone riguardasse Anita Pallenberg, all'epoca fidanzata di Jones. Altre interpretazioni del testo da parte di critici e musicologi, fanno invece riferimento all'eroina come oggetto dei ripetuti «I Want You» (it: "Ti voglio") che Dylan canta nel testo, anche se è più plausibile che la materia del brano tratti semplicemente dell'espressione sincera del suo desiderio per Sara Lownds con la quale Dylan si era da poco sposato. Pubblicata su singolo nel giugno del 1966, I Want You raggiunse la posizione numero 20 in classifica negli Stati Uniti, e la numero 16 in Gran Bretagna.

### Stuck Inside of Mobile with the Memphis Blues Again
Incisa a Nashville, la composizione si dipana in nove complesse strofe, ognuna delle quali descrive bozzetti surreali che illustrano l'alienazione contemporanea. Alla fine il narratore è sopraffatto dal susseguirsi di assurdità che gli capitano, come se la sua vita fosse diventata una giostra da luna park dalla quale non riesce più a scendere. In studio, la canzone si sviluppò attraverso svariate revisioni musicali, giungendo alla forma conosciuta solo dopo numerose registrazioni.

### Leopard-Skin Pill-Box Hat
Leopard-Skin Pill-Box Hat è un blues dal tono sarcastico e misogino che mette in ridicolo il materialismo, la moda, e il consumismo di una ragazza dell'epoca. Il brano deriva la sua melodia e parte delle liriche stesse dalla canzone Automobile (Blues) di Lightnin' Hopkins.
La traccia si sviluppò nel corso di sei versioni differenti incise a New York, di altre 13 take registrate a Nashville, ed infine da una singola prova il 10 marzo, che poi fu proprio quella a finire sull'album. Un anno dopo la sua registrazione, Leopard-Skin Pill-Box Hat divenne il quinto singolo estratto da Blonde on Blonde, raggiungendo la posizione numero 81 nella classifica Billboard Hot 100.

### Just Like a Woman
Brano tra i più famosi ed acclamati tra quelli scritti da Dylan, Just Like a Woman è stata oggetto di numerose analisi da parte di critica e pubblico con l'obiettivo di indovinare la destinataria delle liriche della canzone. Il brano ha come soggetto una figura femminile che si comporta, appunto, "proprio come una donna" (traduzione del titolo in italiano). "Parla proprio come una donna, fa l'amore proprio come una donna, ma va in crisi proprio come una bimba" canta Dylan nel ritornello, descrivendo le due personalità differenti della protagonista. Dylan scrisse questa gentile ballata il giorno del ringraziamento del 1965 mentre si trovava in tour a Kansas City.
 È opinione ampiamente diffusa che la canzone faccia riferimento a Edie Sedgwick, un'attricetta del giro della "Factory" di Andy Warhol, con la quale Dylan avrebbe avuto una fugace relazione all'epoca.

### Most Likely You Go Your Way (And I'll Go Mine)
Un brillante blues sulla separazione di due amanti, Most Likely You Go Your Way (And I'll Go Mine) è una di quelle tracce dal testo più comprensibile dell'intera produzione del Dylan del periodo 1965–1966. Il narratore è stanco di portare avanti una relazione stagnante e si accinge a lasciare andare l'ex compagna per la sua strada (e lui per la propria). Come già in Just Like a Woman e Absolutely Sweet Marie, egli attende l'ultima strofa per assestare il "colpo finale", che in questo caso arriva dal titolo del brano stesso. Most Likely You Go Your Way venne pubblicata su singolo nel marzo 1967, come B-side di Leopard-Skin Pill-Box Hat.

### Temporary Like Achilles
Si tratta di un lento e lamentoso blues contraddistinto dal sound paludoso del pianoforte di Hargus "Pig" Robbins. Nella canzone, il narratore è stato abbandonato dall'amata, fuggita con un altro uomo. Riferendosi al suo rivale in amore con il nome dell'eroe mitico "Achille", il narratore ironizza sulle vanterie dell'uomo, chiedendosi come sia stato possibile che la ragazza abbia scelto proprio lui.

### Absolutely Sweet Marie
Questa canzone, descritta come uno "shuffle blues in up-tempo, pura Memphis" e un esempio di "ovvia sensibilità pop con una melodia compulsiva", venne registrata in quattro take il 7 marzo 1966. Le parole del testo sono una serie di metafore sessuali, inclusa l'espressione "beating on my trumpet" ("battere sulla mia tromba"), che derivano da brani tradizionali blues. Nondimeno, la traccia contiene una delle massime più celebri di Bob Dylan, e cioè l'affermazione che: «to live outside the law you must be honest» ("per vivere come un fuorilegge, bisogna essere onesti"), presa a modello e manifesto da molti hippie bohemienne e contestatori vari.

### 4th Time Around
Una leggenda piuttosto fondata, vuole che questa canzone, fosse un'acida parodia del brano dei Beatles (scritto da John Lennon) Norwegian Wood (This Bird Has Flown) presente sull'album Rubber Soul del 1965, dove Lennon descriveva una sua scappatella extraconiugale facendo uso di un linguaggio criptico, surreale, molto dylaniano. Infatti Dylan ben sapeva che all'epoca Lennon era un suo grande ammiratore, e notando che la canzone risentiva molto del suo stile e della sua influenza sul Beatle, volle scrivere una risposta ironica al pezzo, mettendo in risalto (e anche in ridicolo) la somiglianza della canzone con le sue composizioni del tempo. Quindi Dylan, sentendosi in dovere di restituire il favore, scrisse una canzone anch'essa in tempo 3/4, copiando la tonalità e la struttura circolare della traccia dei Beatles, ma spingendo il racconto di Lennon in una direzione maggiormente oscura. Lo scrittore Sean Wilentz così descrive il risultato finale: "sembra di sentire Bob Dylan che imita John Lennon che imita Bob Dylan".

### Obviously 5 Believers
Obviously 5 Believers, è sostanzialmente una canzone d'amore blues simile nella melodia e nella struttura a Me and My Chauffeur Blues di Memphis Minnie, e venne descritta da Robert Shelton come "la miglior canzone R&B sull'album". Registrata nelle prime ore della mattina del 9-10 marzo a Nashville con il titolo di lavorazione Black Dog Blues, la traccia è sorretta dalla chitarra di Robertson, dall'armonica di Charley McCoy, e dalla batteria di Ken Buttrey.

### Sad Eyed Lady of the Lowlands
Scritta nello spazio di otto ore durante una sessione a Nashville, la notte del 15–16 febbraio, la lunga Sad Eyed Lady, con i suoi undici e più minuti di durata, andò ad occupare l'intera quarta facciata di Blonde On Blonde. La critica fece subito notare come il termine "Lowlands" fosse simile a "Lownds", il cognome da nubile della moglie di Dylan, Sara, che Bob aveva sposato solo tre mesi prima. Quindi fu ben presto chiaro che la composizione era un'ode alla neo-sposa, descritta con gli "occhi tristi", la "pelle come seta" e il "viso di cristallo", ma fu solo nel 1976 sull'album Desire che Dylan fugò ogni dubbio su chi fosse il soggetto della canzone, quando cantò nel brano Sara, dedicato alla moglie, le seguenti strofe:
Writin' Sad-Eyed Lady of the Lowlands for you.»
scrivendo Sad-Eyed Lady of the Lowlands per te.»

### Outtakes
I seguenti brani furono provati e registrati durante le sessioni per Blonde on Blonde ma non trovarono posto sul disco.
- Tell Me Momma veniva abitualmente eseguita durante i concerti del 1966 ma rimase ufficialmente inedita fino all'inclusione in The Bootleg Series Vol. 4 nel 1998, dove appare in una versione dal vivo.
- I Wanna Be Your Lover (alias I Don't Want to be Your Partner) (successivamente pubblicata nel cofanetto Biograph)
- I'll Keep It with Mine (successivamente pubblicata in The Bootleg Series Volumes 1–3 (Rare & Unreleased) 1961–1991)
- Jet Pilot (successivamente pubblicata nel cofanetto Biograph)
- Medicine Sunday (versione embrionale di Temporary Like Achilles, pubblicata in Highway 61 Interactive CD-ROM (1995))
- Number One (strumentale)
- She's Your Lover Now (alias Just a Little Glass of Water) (successivamente pubblicata in The Bootleg Series Volumes 1–3 (Rare & Unreleased) 1961–1991)
- Strumentale senza titolo
- Don't Tell Him, Tell Me
- If You Want My Love
- Tell Me Momma (successivamente pubblicata in The Bootleg Series Vol. 4: Bob Dylan Live 1966, The "Royal Albert Hall" Concert)
- Positively Van Gogh
- What Kind of Friend is This?
- On A Rainy Afternoon
- I Can't Leave Her Behind

## Accoglienza
| Recensione           | Giudizio       |
| -------------------- | -------------- |
| AllMusic             |                |
| Ondarock             | Pietra miliare |
| Rolling Stone        |                |
| Mojo                 |                |
| Piero Scaruffi       | 9/10           |
| Il mucchio selvaggio |                |
| Buscadero            |                |
| Jam                  |                |
| Pitchfork            | 10/10          |
| Q                    |                |

L'album raggiunse la posizione numero 9 nella classifica statunitense Billboard 200, conquistandosi il doppio disco di platino, e la posizione numero 3 nel Regno Unito. Dall'album furono estratti ben cinque singoli: One of Us Must Know (Sooner or Later) (n. 119 USA, n. 33 UK), Rainy Day Women #12 & 35 (n. 2 USA, n. 7 UK), I Want You (n. 20 USA, n. 16 UK), Just Like a Woman (n. 33 USA), e Leopard-Skin Pill-Box Hat (n. 81 USA).
Blonde on Blonde è stato pubblicato in non meno di undici edizioni diverse, con differenze significative nei mixaggi e nella durata dei brani. Nessuna specifica versione è stata mai dichiarata quella ufficiale. Anche la data di pubblicazione dell'album è incerta; mentre la Columbia riporta come data ufficiale il 16 maggio 1966, molti esperti della discografia Dylaniana hanno avanzato dubbi sulla data in questione, facendo notare che l'entrata del disco nella classifica di Billboard risale solo al 23 luglio, ben due mesi abbondanti dopo la presunta uscita di maggio. Ci sono poi anche significative differenze tra i mixaggi mono e stereo dell'album.
Al di là di tutto, sin dalla sua uscita, l'album fu già salutato come una pietra miliare nel mondo del rock: Paul McCartney disse che nessuno avrebbe più potuto incidere un disco di una tale intensità artistica; Eric Clapton, dopo averlo ascoltato, abbandonò il blues classico per interessarsi al rock; infine, si dice che l'album piacesse così tanto ai Rolling Stones, che quando, nel 1967, Mick Jagger, Keith Richards e Marianne Faithfull furono arrestati a casa di Richards durante un'orgia di sesso e droga, la polizia trovò sul giradischi proprio Blonde on Blonde che risuonava a tutto volume nella stanza.
Nell'agosto del 1995 Blonde on Blonde si piazzò all'ottavo posto nel sondaggio dei più grandi album di tutti i tempi della rivista Mojo. Nel 1997, raggiunse la sedicesima posizione nel sondaggio "Music of the Millennium" realizzato da HMV, Channel 4, The Guardian e Classic FM. Nel 1998, i lettori della rivista Q lo posizionarono al numero 47 tra i migliori dischi di sempre. Inoltre, l'album si è piazzato al nono posto nelle classifiche dei più grandi album di tutti i tempi sia di VH1 che di Rolling Stone.

## Formazione
- Bob Dylan – voce, chitarra, armonica, pianoforte
- Robbie Robertson – chitarra
- Rick Danko – basso, violino
- Garth Hudson – tastiere
- Richard Manuel – batteria, tastiere
- Charlie McCoy – basso, chitarra, armonica, tromba
- Al Kooper – organo, pianoforte, chitarra
- Hargus "Pig" Robbins – pianoforte, tastiere
- Bill Atkins – tastiere
- Paul Griffin – pianoforte
- Kenneth A. Buttrey – batteria
- Sanford Konikoff – batteria
- Joe South – chitarra
- Jerry Kennedy – chitarra
- Wayne Moss – chitarra, voce
- Henry Strzelecki – basso
- Wayne Butler – trombone
- Bob Johnston – produzione
- Mark Wilder – tecnico del suono